# Paris La Défense Arena
Die Paris La Défense Arena ist Rugby-Stadion und Mehrzweckhalle in Nanterre, einem Vorort westlich der französischen Hauptstadt Paris. Es ist die Heimspielstätte des traditionsreichen Rugbyvereins Racing 92.

## Geschichte
Die Eigentümerin und Betreiberin der Paris La Défense Arena ist die 2001 gebildete Spielbetriebsgesellschaft des Rugbyvereins Racing 92, der bereits 1882 gegründet wurde und die Seinehöhen im westlichen Umland von Paris repräsentiert. Als Heimspielstätte nutzte dieser seit 1907 mit wenigen Unterbrechungen das Stade Yves-du-Manoir im Pariser Vorort Colombes, das unter anderem Austragungsort der Olympischen Sommerspiele 1924 war. Aufgrund seiner alternden Bausubstanz und der damit einhergehenden rückläufigen Zuschauerkapazität wurde 2011 der Umzug in ein neues Stadion in Nanterre beschlossen.
Die vollständig neu konzipierte Paris La Défense Arena wurde auf dem Gelände des ehemaligen Stade des Bouvets in unmittelbarer Nähe zum Hochhausviertel La Défense erbaut. Sie bietet je nach Einsatz bis zu 40.000 Zuschauern Platz. Ihre Fertigstellung war ursprünglich für 2014 und später für 2016 geplant, verzögerte sich jedoch wegen Anwohnerprotesten um insgesamt drei Jahre. Die feierliche Eröffnung fand schließlich am 16. Oktober 2017 statt, gefolgt von drei Konzerten der Band Rolling Stones. Das erste Ligaspiel von Racing 92 am 22. Dezember 2017 endete mit einem Sieg von 23:19 gegen Stade Toulousain.
Neben Rugbyspielen bietet die Paris La Défense Arena auch Platz für zahlreiche weitere Veranstaltungen wie Konzerte und Sportveranstaltungen. Ursprünglich war der Veranstaltungsort mit einem verschiebbaren Dach geplant, letztendlich wurde jedoch um Liefertermine einhalten zu können, eine feste Struktur errichtet. Die aus Stahlgeflechtelementen bestehende Dachkonstruktion wurde am Boden vorgefertigt. Sie ist eine moderne Mehrzweckkonstruktion, ähnlich der 2009 eröffneten Telenor Arena in Fornebu.
Mitte 2018 erhielt die U Arena den neuen Namen Paris La Défense Arena. Der Sponsoringvertrag hat eine Laufzeit von zehn Jahren. Jährlich werden drei Millionen Euro gezahlt. Damit soll das Geschäftsviertel La Défense bekannter und attraktiver gemacht werden.
Die französische Popsängerin Mylène Farmer veranstaltete in der Paris La Défense Arena vom 7. bis 22. Juni 2019 eine Konzertreihe mit neun Auftritten vor insgesamt 235.000 Besuchern.
Die letzte Etappe der Tour de France 2022 startete am 24. Juli 2022 an der Paris La Défense Arena. Sie führte über einen Rundkurs von 112 km und endete auf den Champs-Élysées.
Während der Olympischen Sommerspiele 2024 in Paris war das Stadion Austragungsort der Wettbewerbe im Schwimmen und im Wasserball, anschließend auch der Schwimmwettbewerbe der Sommer-Paralympics 2024.
2025 wird das Tennisturnier Paris Masters von der Accor Arena in die Arena in Nanterre umziehen.

## Galerie

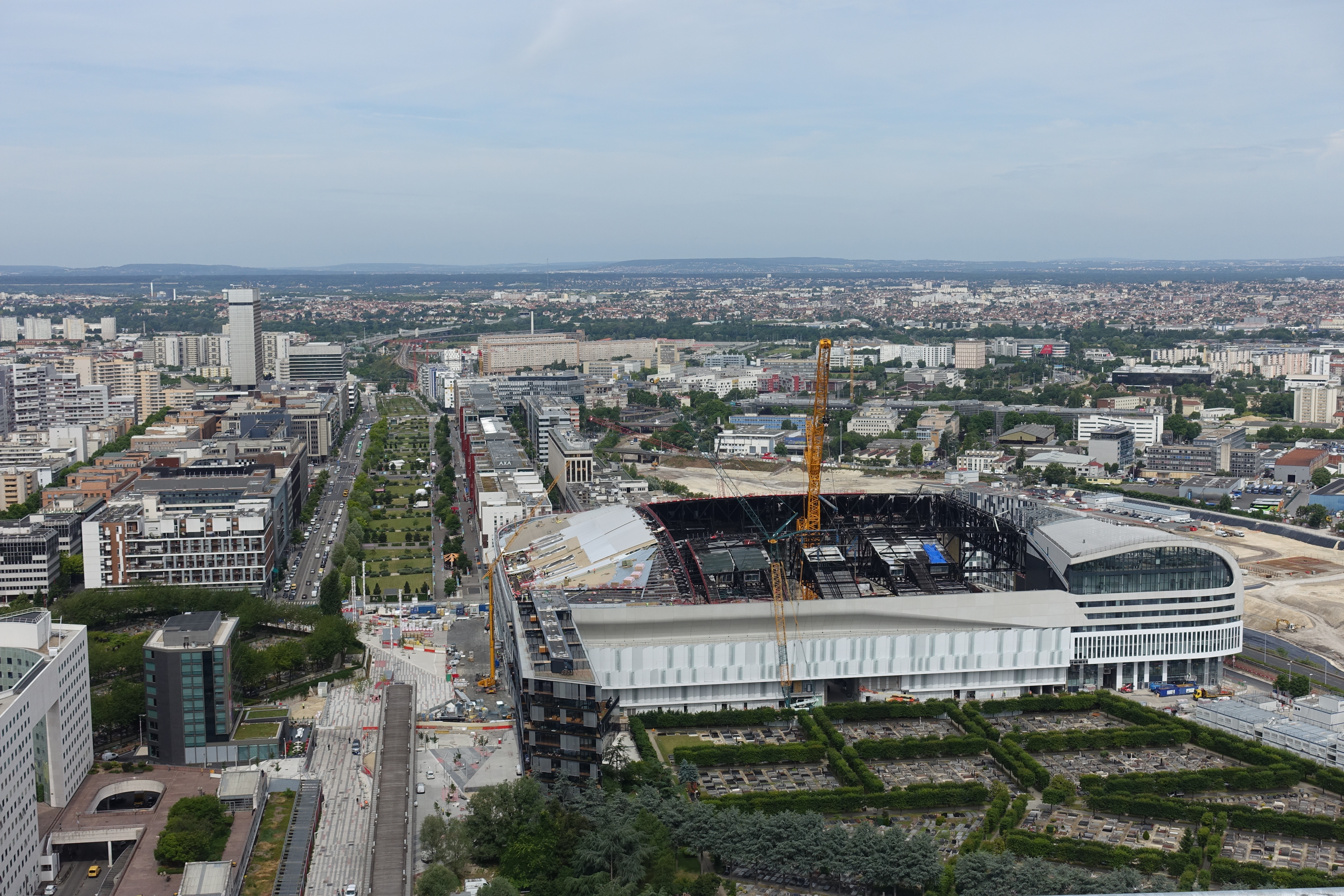
Die im Bau befindliche Arena im Juni 2017
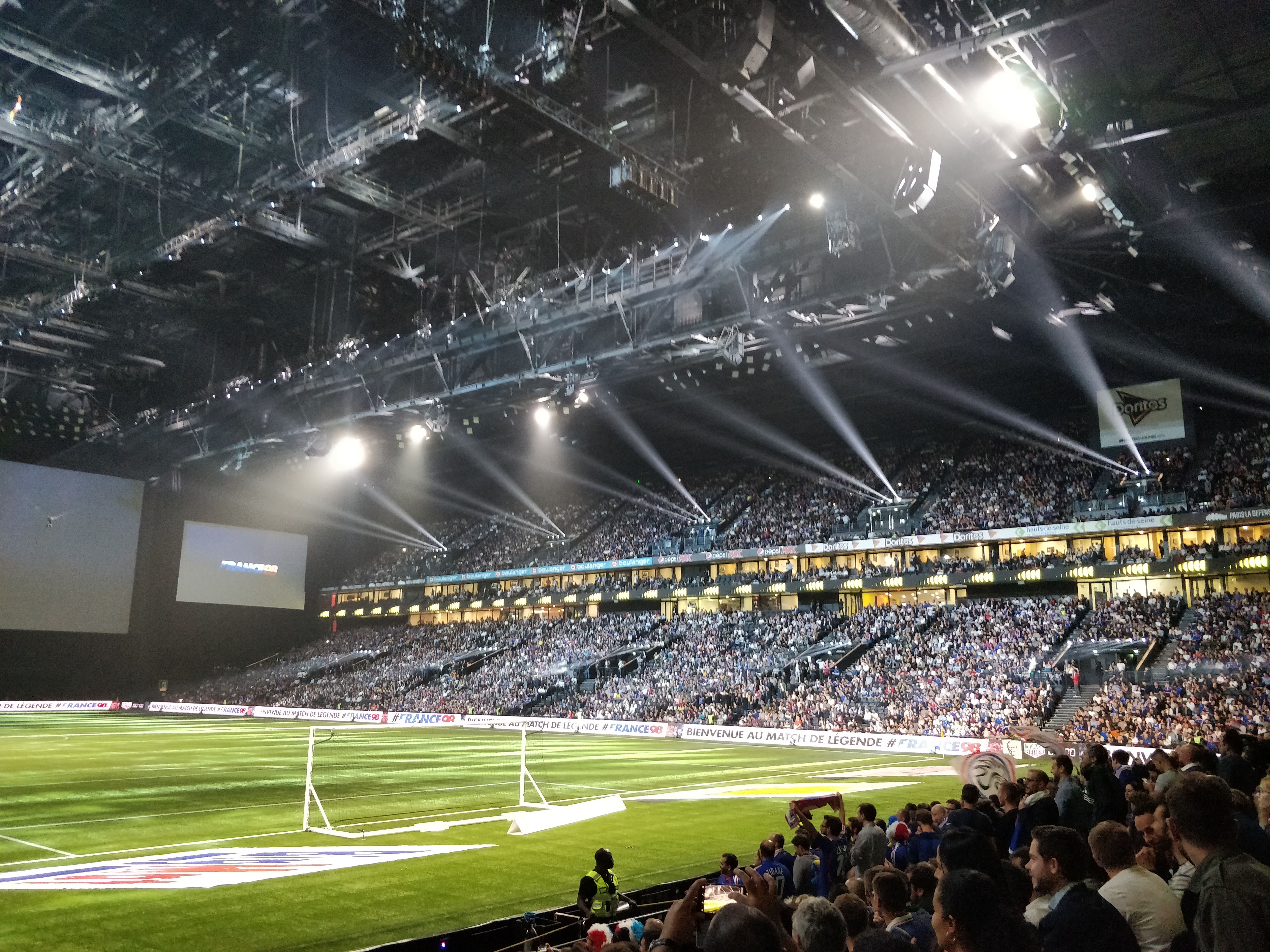
Der Innenraum der Arena am 12. Juni 2018 bei einem Spiel zwischen den Legenden-Mannschaften France 98 und FIFA 98